# János Földessy
János Földessy (Budapest, 8 maggio 1888 – Budapest, 16 maggio 1965) è stato un allenatore di calcio ungherese.

## Carriera
Allenò la Nazionale ungherese tra il 1928 e il 1929 per poi farvi ritorno poco tempo dopo.
| Controllo di autorità | VIAF (EN) 162597629 · ISNI (EN) 0000 0001 1176 5322 |